# Francisco Palencia
Juan Francisco „Paco” Palencia Hernández (ur. 28 kwietnia 1973 w mieście Meksyk) – były meksykański piłkarz występujący najczęściej na pozycji napastnika, obecnie trener.

## Kariera klubowa
Palencia pochodzi ze stolicy kraju, miasta Meksyk. Jego pierwszym klubem w karierze był tamtejszy Cruz Azul, w barwach którego zadebiutował w lidze meksykańskiej 23 grudnia 1994 w wygranym 3:2 spotkaniu z Correcaminos UAT. W pierwszym sezonie w Cruz Azul grał mało. Jednak po zakończeniu sezonu 1995/1996 Palencia został nagrodzony wyróżnieniem dla najlepszego młodego piłkarza meksykańskiej ligi. W Cruz Azul Palencia występował przez dziewięć sezonów i przez ten okres był kapitanem klubu, strzelił 86 goli w lidze i wywalczył dwukrotnie Puchar Mistrzów CONCACAF w latach 1996 i 1997, mistrzostwo Meksyku w sezonie Invierno 1997, Puchar Meksyku w 1996, a także finał Copa Libertadores w 2001 roku (porażka z Boca Juniors).
Latem 2001 Palencia przeszedł do hiszpańskiego RCD Espanyol. W Primera División zadebiutował 26 sierpnia w wygranym 2:1 meczu z Realem Saragossa, a swojego pierwszego gola zdobył już w drugim meczu z Rayo Vallecano (3:1). W Espanyolu spędził jeden sezon łącznie zdobywając w nim 6 goli i zajmując czternastą pozycję. Po roku wrócił do Cruz Azul, gdzie grał przez cały sezon 2002/2003.
W 2003 roku Palencia za sumę miliona euro trafił do Chivas de Guadalajara. Duży sukces osiągnął w 2005 roku podczas występów z Chivas w Copa Libertadores. W ćwierćfinale z kolegami klubowymi wyeliminował Boca Juniors po wygraniu w Guadalajarze aż 4:0. W półfinale zespół nie sprostał brazylijskiemu Athletico Paranaense. W całym turnieju Palencia strzelił pięć goli.
W 2005 roku Palencia trafił do amerykańskiego Chivas USA. Już w debiucie w Major League Soccer zdobył dwa gole, a w 2006 roku został mianowany kapitanem zespołu. Stał się też najlepiej opłacanym piłkarzem w lidze – zarabiał 1,36 miliona dolarów na rok. W amerykańskim Chivas grał do końca roku i łącznie przez półtora roku zdobył siedem goli dla tego klubu.
W styczniu 2007 Palencia podpisał kontrakt z Pumas UNAM, a w maju został wypożyczony do Deportivo Toluca na mecze barażowe o awans do Copa Libertadores przeciwko Cúcuta Deportivo, ale Toluca przegrała pierwszy mecz 1:5, drugi wygrała 2:0 i ostatecznie okazała się gorsza od kolumbijskiego klubu. Po powrocie do Pumas wywalczył z Pumas dwa tytuły mistrza Meksyku – w sezonach Clausura 2009 i Clausura 2011, a także wicemistrzostwo w rozgrywkach Apertura 2007. Ponadto po odejściu Sergio Bernala pełnił przez kilka miesięcy funkcję kapitana zespołu. Profesjonalną karierę piłkarską zakończył oficjalnie w wieku 38 lat.
W marcu 2013 został dyrektorem sportowym Chivas de Guadalajara.
| Sezon   | Klub                  | Kraj              | Rozgrywki           | Mecze | Bramki |
| ------- | --------------------- | ----------------- | ------------------- | ----- | ------ |
| 1994/95 | Cruz Azul             | Meksyk            | Primera División    | 1     | 0      |
| 1995/96 | Cruz Azul             | Meksyk            | Primera División    | 33    | 8      |
| 1996/97 | Cruz Azul             | Meksyk            | Primera División    | 32    | 9      |
| 1997/98 | Cruz Azul             | Meksyk            | Primera División    | 38    | 10     |
| 1998/99 | Cruz Azul             | Meksyk            | Primera División    | 36    | 21     |
| 1999/00 | Cruz Azul             | Meksyk            | Primera División    | 38    | 22     |
| 2000/01 | Cruz Azul             | Meksyk            | Primera División    | 28    | 14     |
| 2001/02 | RCD Espanyol          | Hiszpania         | Primera División    | 30    | 6      |
| 2002/03 | Cruz Azul             | Meksyk            | Primera División    | 33    | 7      |
| 2003/04 | Chivas de Guadalajara | Meksyk            | Primera División    | 39    | 5      |
| 2004/05 | Chivas de Guadalajara | Meksyk            | Primera División    | 34    | 8      |
| 2005    | Chivas USA            | Stany Zjednoczone | Major League Soccer | 9     | 3      |
| 2006    | Chivas USA            | Stany Zjednoczone | Major League Soccer | 23    | 4      |
| 2006/07 | Pumas UNAM            | Meksyk            | Primera División    | 16    | 3      |
| 2007/08 | Pumas UNAM            | Meksyk            | Primera División    | 28    | 2      |
| 2008/09 | Pumas UNAM            | Meksyk            | Primera División    | 33    | 6      |
| 2009/10 | Pumas UNAM            | Meksyk            | Primera División    | 33    | 1      |
| 2010/11 | Pumas UNAM            | Meksyk            | Primera División    | 40    | 5      |
| 2011/12 | Pumas UNAM            | Meksyk            | Primera División    | 15    | 2      |

## Kariera reprezentacyjna
W reprezentacji Meksyku Palencia zadebiutował 8 czerwca 1996 w wygranym 1:0 meczu z Boliwią. W tym samym roku wystąpił z olimpijską reprezentacją na Igrzyskach Olimpijskich w Atlancie. Na tym turnieju dotarł z Meksykiem do ćwierćfinału, w którym lepsi okazali się późniejsi mistrzowie olimpijscy, Nigeryjczycy. W tym samym roku wystąpił z Meksykiem w Złotym Pucharze CONCACAF, który zdobył wraz z rodakami po wygranym 2:0 finale z Brazylią. Dwa lata później powtórzył ten sukces – w finale pucharu Meksyk pokonał 1:0 USA.
W 1998 roku Palencia został powołany przez Manuela Lapuente do kadry na Mistrzostwa Świata we Francji. Zagrał tam w jednym grupowym meczu, zremisowanym 2:2 z Belgią oraz w meczu 1/8 finału, przegranym 1:2 z Niemcami.
W lipcu 1999 Francisco został powołany do kadry na Copa América 1999. Z Meksykiem ostatecznie zajął trzecie miejsce w tym turnieju. Palencia wystąpił także w turnieju Copa América 2001, na którym grał w pierwszej jedenastce, a z Meksykiem dotarł do finału. W finałowym meczu z gospodarzami, Kolumbią Meksyk przegrał 0:1.
W 2002 roku Palencia pojechał na Mistrzostwa Świata w Piłce Nożnej w Korei Południowej i Japonii. Zagrał tam w dwóch meczach jako rezerwowy – z Chorwacją (1:0) oraz z Włochami (1:1). Z Meksykiem dotarł do 1/8 finału, w której jego rodacy przegrali z USA wynikiem 0:2.
W swojej karierze Palencia ma za sobą także występy w takich turniejach jak: Copa América 1997 (trzecie miejsce), Copa América 2004 (ćwierćfinał), Puchar Konfederacji 1997 (faza grupowa), Puchar Konfederacji 1999 (zwycięstwo), Złoty Puchar CONCACAF 2000 (ćwierćfinał).